# صندلی راننده
صندلی راننده (انگلیسی: The Driver's Seat) یا چهره‌نگاشت فیلمی به کارگردانی جوزپه پاترونی گریفی در سبک درام است که در سال ۱۹۷۴ منتشر شد. از بازیگران آن می‌توان به الیزابت تیلور، ایان بانن، اندی وارهول، مونا واشبورن و مارینو مازه اشاره کرد.